# Obrechies
Obrechies ist eine französische Gemeinde im Département Nord in der Region Hauts-de-France. Sie gehört zum Arrondissement Avesnes-sur-Helpe und zum Kanton Fourmies.

## Lage
Die Gemeinde Obrechies liegt an der Solre im Regionalen Naturpark Avesnois, zehn Kilometer südöstlich von Maubeuge. Sie grenzt im Norden an Ferrière-la-Petite, im Osten an Quiévelon, im Südosten an Aibes, im Süden an Choisies, im Südwesten an Dimechaux und im Westen an Damousies.

## Bevölkerungsentwicklung
| Jahr                       | 1962 | 1968 | 1975 | 1982 | 1990 | 1999 | 2010 | 2020 |
| Einwohner                  | 274  | 235  | 238  | 255  | 270  | 255  | 259  | 270  |
| Quellen: Cassini und INSEE |      |      |      |      |      |      |      |      |

## Sehenswürdigkeiten
- Kirche Saint-Martin, Monument historique
- Oratorium
- Gefallenendenkmal

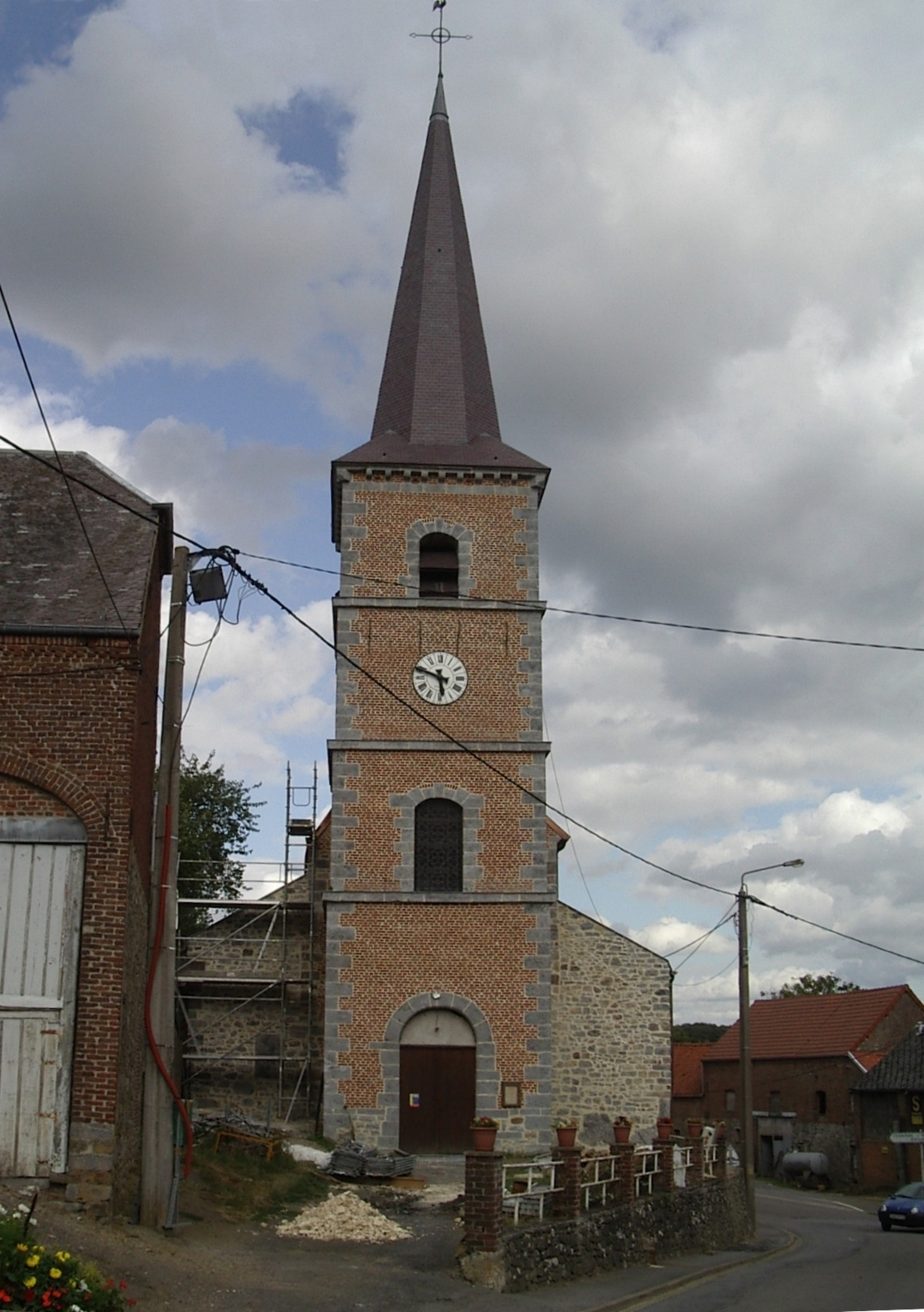
Kirche Saint-Martin
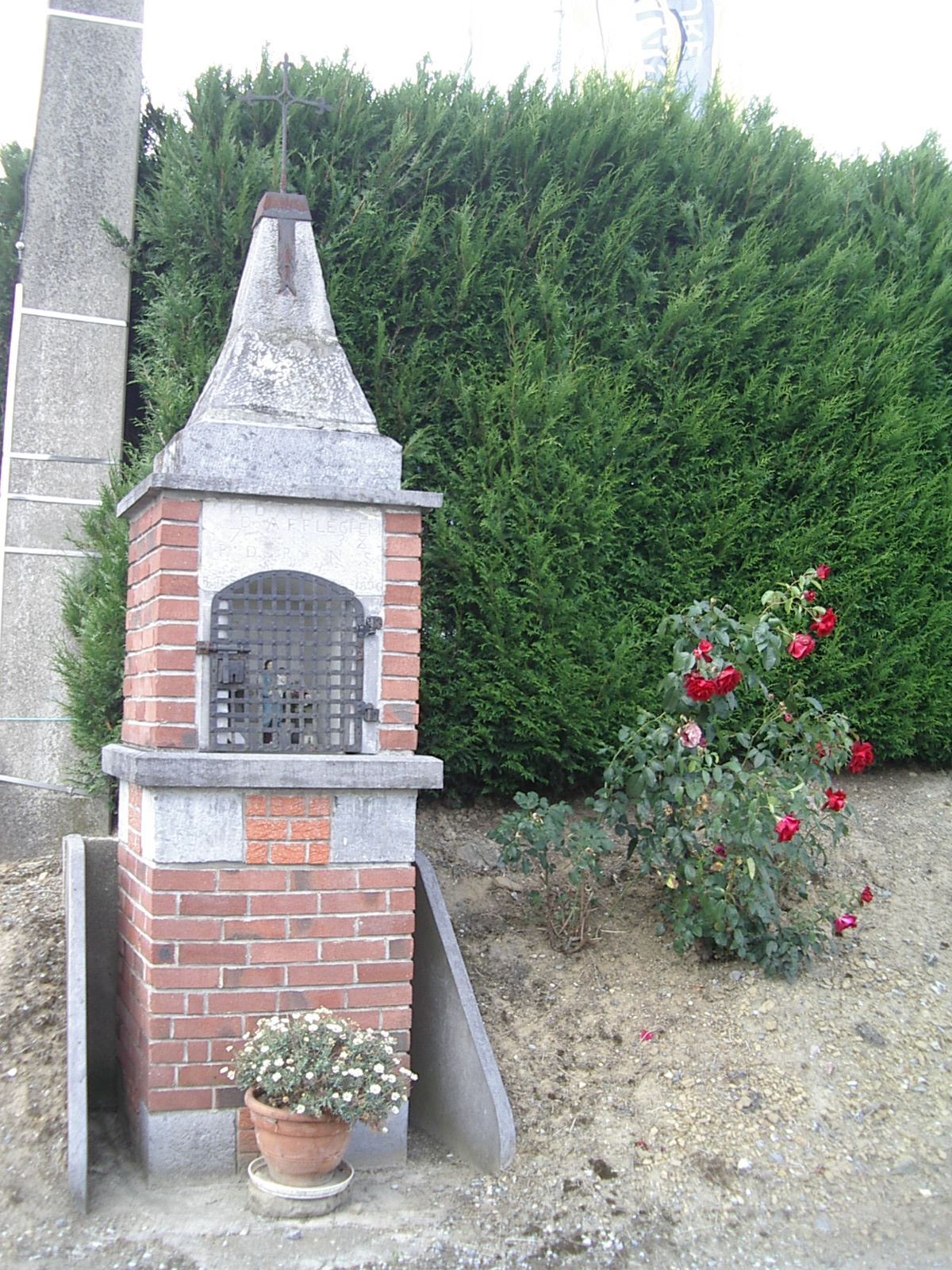
Oratorium
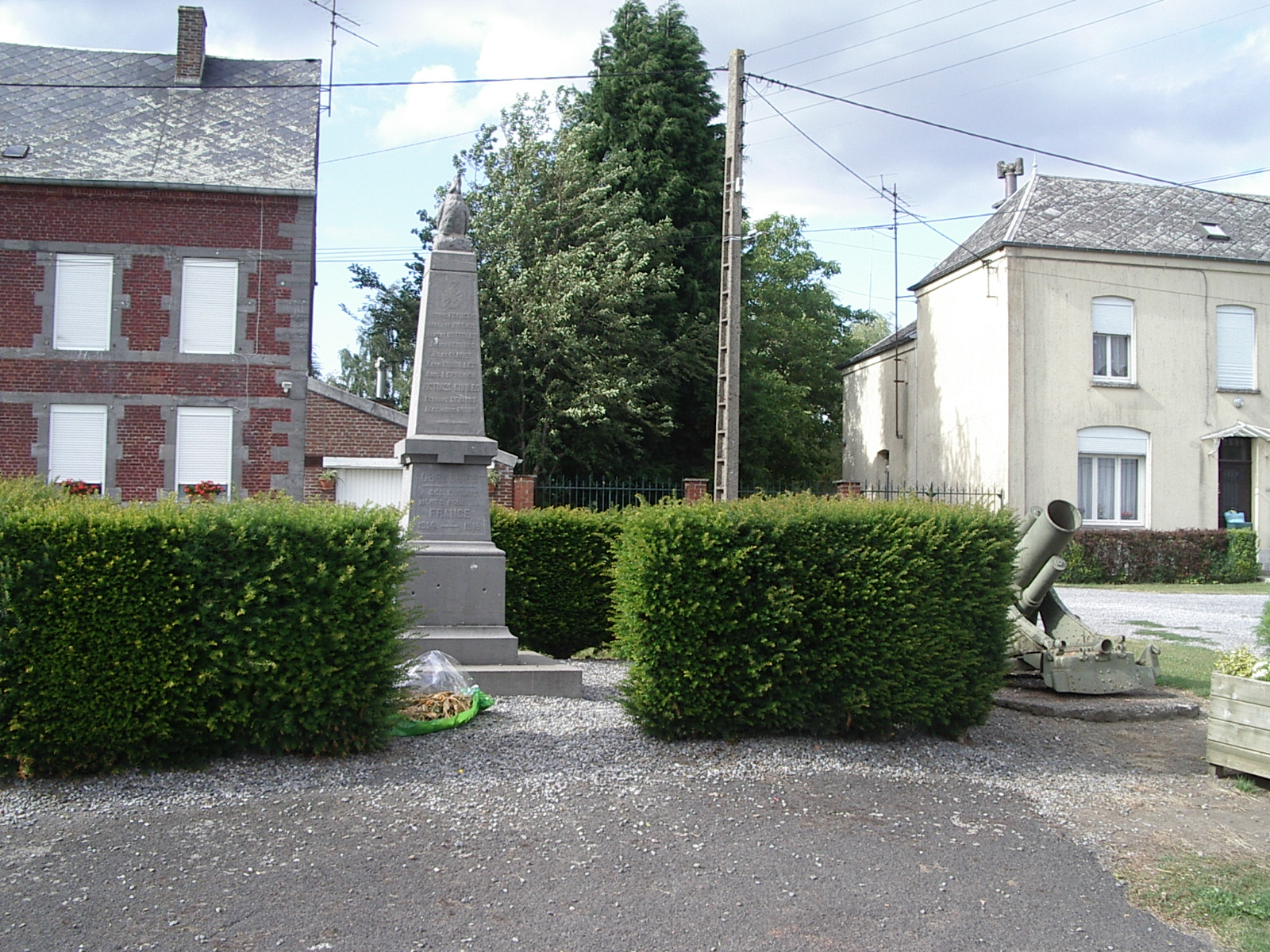
Gefallenendenkmal